# Stanisław Stroński
Stanisław Stroński (ur. 18 sierpnia 1882 w Nisku, zm. 20 października 1955 w Londynie) – polski filolog romanista, publicysta i polityk związany z ruchem narodowym, wiceprezes i minister w Rządzie RP na uchodźstwie, poseł na Sejm I, II i III kadencji w II RP z ramienia Stronnictwa Chrześcijańska-Narodowego, Związku Ludowo-Narodowego oraz Stronnictwa Narodowego.

## Życiorys
- członek Związku Młodzieży Polskiej „Zet” (tajnej organizacji działającej w polskich skupiskach akademickich trzech zaborów, założonej w 1887)
- od 1904 członek Stowarzyszenia Demokratyczno-Narodowego (Narodowa Demokracja)
- od 1905 członek Ligi Narodowej
- 1908 – jeden z twórców grupy Rzeczpospolita
- 1909 – uzyskał doktorat na uniwersytecie w Paryżu
- od 1909 docent filologii romańskiej Uniwersytetu Jagiellońskiego
- 1913–1914 – poseł do Sejmu Krajowego we Lwowie
- w 1914 roku jako przedstawiciel Konserwatywnego Centrum był członkiem sekcji zachodniej Naczelnego Komitetu Narodowego[1]
- 1914–1917 – internowany przez Austriaków
- 1918–1919 – członek Komitetu Narodowego Polskiego w Paryżu
- od 1919 – profesor filologii Uniwersytetu Jagiellońskiego
- 1920–1924 – redaktor warszawskiego dziennika Rzeczpospolita i Warszawianka (1924–1928)
- 1927–1939 – profesor Katolickiego Uniwersytetu Lubelskiego.
- 1922–1935 – poseł na Sejm RP początkowo z ramienia Stronnictwa Chrześcijańsko-Narodowego, potem Związku Ludowo-Narodowego, a następnie Stronnictwa Narodowego
- 1936–1938 – związany blisko z Frontem Morges i generałem Władysławem Sikorskim
- 1939–1943 – w rządzie emigracyjnym Władysława Sikorskiego wicepremier i minister informacji i dokumentacji.
- 1945–1948 i 1950–1954 – prezes Związku Pisarzy Polskich na Obczyźnie
- od 1950 członek założyciel Polskiego Towarzystwa Naukowego na Obczyźnie
- od 1951 – profesor Polskiego Uniwersytetu na Obczyźnie

Jego zainteresowania naukowe koncentrowały się wokół literatury prowansalskiej, a zwłaszcza wokół trubadurów. W tej dziedzinie jest uważany za jednego z najważniejszych uczonych XX wieku, a jego prace są do tej pory cytowane we współczesnej, polskiej i zagranicznej, literaturze przedmiotu.
Stroński był też autorem wielu tekstów historycznych i publicystycznych. Jest twórcą sformułowania Cud nad Wisłą, powstałego przez analogię do Cudu nad Marną. Endecja rozpowszechniała ten tytuł, aby zminimalizować rolę Piłsudskiego w zwycięstwie nad bolszewikami w 1920, do czasu kiedy wyszło na jaw, że gen. Tadeusz Rozwadowski miał poważny udział w opracowaniu planu bitwy, która zapoczątkowała klęskę armii sowieckiej.
Autor artykułu prasowego Zawada, który stał się zaczątkiem kampanii nienawiści przeciwko pierwszemu prezydentowi RP Gabrielowi Narutowiczowi, zakończonej jego zamordowaniem. Po tym fakcie Stroński opublikował w „Rzeczpospolitej” artykuł Ciszej nad tą trumną…, w którym próbował zrzucić z prawicy odpowiedzialność za zabójstwo prezydenta. Był powszechnie uważany za moralnego sprawcę zabójstwa.
Stanisław Stroński w 1939 w rozmowie z Adamem Pragierem uznał, że to, co robił w 1922, jest najcięższym błędem jego życia.
Zmarł 20 października 1955 roku w Londynie. Został pochowany na St Mary’s Roman Catholic Cemetery na Kensal Green w Londynie (kwatera NE, grób nr 502).

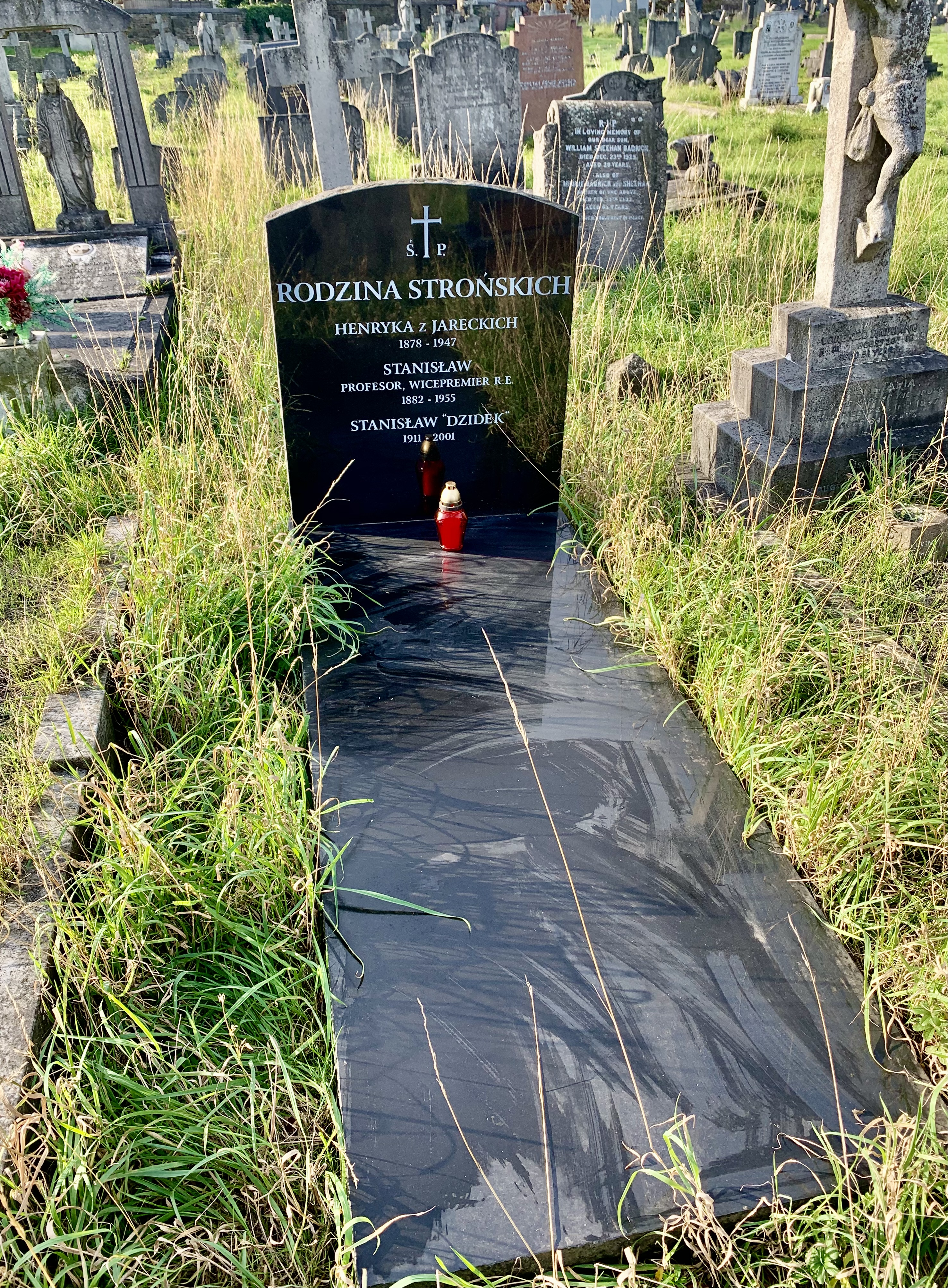
Grób Stanisława Strońskiego

## Rodzina
Był synem Kajetana (1854–1931), inżyniera drogowego, i Emilii Loevy (1856–1915), córki żydowskiego lekarza w Nisku. Miał sześcioro rodzeństwa.
Od 7 lutego 1907 był mężem Henryki z Jarockich.